# Sigerik
Sigerik je bio vizigotski kralj koji je vladao samo sedam dana 415. godine. Naslijedio je Ataulfa koji je ubijen u palači u Barceloni dok se kupao. Ubojica je bio pristaša vojskovođe Sara, Ataulfovog protivnika među gotskim plemstvom kojeg je Ataulf ubio. Nakon Ataulfovog ubojstva, Sarove pristalice su prekršile zakone o nasljeđivanju prijestolja proglasivši Sigerika, Sarovog brata, za kralja.
Edward Gibbon u svom djelu "Povijest pada i propasti Rimskog Carstva" kaže da je prvo što je učinio Sigerik postavši kraljem, je ubijanje šestoro Ataulfove djece iz prethodnog braka (prije Gale Placidije), a samu Ataulfovu udovicu, Galu Placidiju, kćerku rimskog cara Teodozija I., ponizio je tako što ju je natjerao hodati više od 12 milja zajedno s drugim zarobljenicima koji su išli pred Sigerikom na konju.
Međutim, protivnici uzurpatora su ga ubrzo ubili i na njegovo mjesto postavili Ataulfovog rođaka, Valiju.
Sigerik je pripadao dinastiji Amali, protivnicima dinastije Balti kojoj su pripadali Ataulf i Valija, i iz koje su svi ostali vizigotski kraljevi. S obzirom na tu činjenicu i na činjenicu da je bio uzurpator, te vladao samo sedam dana, Sigerik se ne pojavljuje na mnogim popisima vizigotskih kraljeva.